# Clethrogyna umbripennis
Clethrogyna umbripennis är en fjärilsart som beskrevs av Embrik Strand 1910. Clethrogyna umbripennis ingår i släktet Clethrogyna och familjen tofsspinnare. Inga underarter finns listade i Catalogue of Life.